# Гамфельде (Штормарн)
Гамфельде (нім. Hamfelde) — громада в Німеччині, розташована в землі Шлезвіг-Гольштейн. Входить до складу району Штормарн. Складова частина об'єднання громад Тріттау.
Площа — 2,72 км2. Населення становить 530 ос. (станом на 31 грудня 2020).